# Borek (herb szlachecki)
Borek – polski herb szlachecki.

## Opis herbu
W polu czerwonym dwa wilki barwy naturalnej, biegnące pod zieloną górę. W klejnocie nad hełmem w koronie trzy pióra strusie.

## Najwcześniejsze wzmianki
Przybył do Polski z Pomorza w wieku XIII w.

## Inne herby o takiej nazwie
Gryzima, Borek I, Borek II

## Źródła
- Juliusz Karol Ostrowski Księga herbowa rodów polskich